# SN 2009ei
SN 2009ei – supernowa typu Ia odkryta 22 kwietnia 2009 roku w galaktyce A143217+2536. W momencie odkrycia miała maksymalną jasność 20,90m.